# Bernhard von Gaza
Bernhard von Gaza (6 de mayo de 1881-25 de septiembre de 1917) fue un deportista alemán que compitió en remo.
Participó en los Juegos Olímpicos de Londres 1908, obteniendo una medalla de bronce en la prueba de scull individual. Ganó una medalla de bronce en el Campeonato Europeo de Remo de 1913.

## Palmarés internacional
| Juegos Olímpicos   | Juegos Olímpicos      | Juegos Olímpicos  | Juegos Olímpicos |
| Año                | Lugar                 | Medalla           | Prueba           |
| ------------------ | --------------------- | ----------------- | ---------------- |
| 1908               | Londres (Reino Unido) | Medalla de bronce | Scull individual |
| Campeonato Europeo |                       |                   |                  |
| Año                | Lugar                 | Medalla           | Prueba           |
| 1913               | Gante (Bélgica)       | Medalla de bronce | Doble scull      |